# Balance (David Binney-album)
Balance är ett musikalbum av David Binney, utgivet 2002 av ACT Music.

## Låtlista
Alla låtar är skrivna av David Binney.
1. "Balance" – 6:36
2. "Marvin Gaye" – 4:56
3. "Arlmyn Trangent" – 6:48
4. "I'll Finally Answer" – 7:48
5. "Midnight Sevilla" – 1:34
6. "Speedy's 9 is 10" – 5:40
7. "We Always Cried" – 5:25
8. "Lurker" – 4.15
9. "Rincon" – 4:45
10. "Fidene" – 4:16
11. "Arlmyn Trangent Reliv" – 3:03
12. "Perenne" – 4:55

## Medverkande
- David Binney — altsaxofon, tenorsaxofon (9), synthsolo (12)
- Wayne Krantz — gitarr
- Uri Caine — piano, synth
- Tim Lefebvre — bas
- Jim Black — trummor
- Adam Rogers — gitarr (6, 11)
- Fima Ephron — bas (6, 11)
- Donny McCaslin — tenorsaxofon (1, 3, 6, 8, 9)
- Tanya Henri — sång
- Peck Almond — bas
- Kenny Wollesen — broom (12)
- Jon Haffner — altsaxofon (1)